# Kørestolsrace
Kørestolsrace er en sportsgren, hvor deltagerne i kørestole kæmper om at køre hurtigst over en bestemt strækning. Kørestolsrace er en atletikdisciplin for personer med handicap af enhver art, idet deltagerne opdeles i klasser efter graden af deres handicap. Der anvendes specialiserede kørestole, der tillader hastigheder på over 30 km/t. Kørestolsrace kan foregå på bane eller på landevej, og sportsgrenen har været på programmet til Paralympiske Lege siden begyndelsen i 1960.
En af de mest succesrige udøvere af kørestolsrace gennem tiden er danske Connie Hansen, der ved de Paralympiske Lege i 1988 og 1992 vandt ni guldmedaljer og satte seks verdensrekorder på strækninger fra 400 m og op til maratondistancen.
| Atletik | Spire Denne artikel om atletik er en spire som bør udbygges. Du er velkommen til at hjælpe Wikipedia ved at udvide den. |